# Dewoitine D.520
Dewoitine D.520 là một loại máy bay tiêm kích của Pháp được đưa vào trang bị đầu năm 1940, ngay sau khi Chiến tranh thế giới thứ hai bùng nổ. Không giống như Morane-Saulnier M.S.406 là loại tiêm kích trang bị nhiều nhất cho Không quân Pháp, D.520 có nhiều tính năng gần tương đương với các loại tiêm kích mới nhất của Đức, chẳng hạn như Messerschmitt Bf 109. Nó chậm hơn Bf 109E nhưng cơ động hiệu quả hơn. Do sản xuất chậm, nên chỉ có một số lượng nhỏ D.520 trang bị cho Không quân Pháp khi đối đầu với Không quân Đức.
D.520 được thiết kế để đáp ứng yêu cầu năm 1936 của Armée de l'Air (Không quân Pháp) về một loại tiêm kích hiện đại, có vận tốc cao, trang bị pháo 20 mm. Vào thời điểm đó, động cơ mạnh nhất của Pháp là Hispano-Suiza 12Y, nhưng nó lại yếu và nhẹ hơn so với các loại động cơ khác của Anh và Đức như Rolls-Royce Merlin và Daimler-Benz DB 601.

## Biến thể
D.520
- Phiên bản sản xuất chính, đôi khi định danh là D.520 S (S là viết tắt của série – sản xuất) hay D.520 C1 (C là viết tắt của chasseur – tiêm kích, một chỗ).

### Biến thể phát triển từ D.520
Năm 1940, SNCAM có vài đề án lắp động cơ mạnh hơn vào khung thân của D.520. Các phát triển này đã bị dừng lại sau hiệp ước đình chiến tháng 6.
D.521
- Lắp động cơ Rolls-Royce Merlin III, 1 chiếc, dự án hủy bỏ.

D.522
- Lắp động cơ Allison V-1710 C-1, dự án hủy bỏ sau hiệp ước đình chiến tháng 6 (ngày 22 tháng 6 năm 1940).

D.523
- Lắp động cơ biến thể của loại Hispano-Suiza 12Y-51 820 kW (1,100 hp), có khả năng tăng áp. Mẫu thử D.523 đã hoàn thành thử nghiệm tiền sản xuất vào tháng 6/1940.

D.524
- Lắp động cơ Hispano-Suiza 12Y-89ter. 1 chiếc.

D.525
- Phiên bản phát triển của D.523

D.530
- Đề án với động cơ 1,044 kW (1,400 hp) Rolls-Royce Merlin hoặc 1,342 kW (1,800 hp) Hispano-Suiza 12Y.

### Đề án liên quan trước chiến tranh
HD.780
- Thủy phi cơ bắt nguồn từ D.520, 1 mẫu thử, dự án hủy bỏ sau hiệp ước đình chiến tháng 6.

D.790
- Dự án tiêm kích trên tàu chiến, không chế tạo.

D.550
- Phiên bản thử nghiệm vận tốc, không vũ trang. 1 chiếc.

D.551 & D.552
- Phát triển của quân đội từ D.550. 12 chiếc, không bay. Phát triển tiếp tục vào năm 1941, nhưng sau đó đã bị ngừng lại.

### Phát triển sau hiệp ước
Vài đề án đã được khởi xướng sau hiệp ước tháng 6 năm 1940. Tuy nhiên chúng đã bị hủy bỏ sau khi Đức chiếm đóng miền Nam nước Pháp vào tháng 11/1942.
D.520 amélioré
- Một chiếc D.520 thử nghiệm tốc độ.

D.520 Z
- Khung thân D.520 lắp động cơ 12Z vài sửa đổi nhỏ. 1 chiếc. Đề án tiếp tục sau chiến tranh (với tên gọi SE.520Z), nhưng bị hủy bỏ năm 1949.

M.520 T
- Khung thân dựa trên D.520. Không chế tạo.

### Biến thể phát triển từ D.520 sau chiến tranh
D.520 DC (double commande – hệ thống điều khiển kép)
- Phiên bản huấn luyện 2 chỗ hoán đổi, ít nhất có 13 chiếc.

## Quốc gia sử dụng
Quốc gia sử dụng chính
 Bulgaria
- Không quân Bulgaria

 Pháp
- Armée de l'Air
- Aéronautique navale

 Free FranceForces Aériennes Françaises Libres (dùng làm máy bay huấn luyện)
 Đức
- Luftwaffe

 Ý
- Regia Aeronautica

Dự định
 România
Không quân Hoàng gia Romania

## Tính năng kỹ chiến thuật (Dewoitine D.520C.1)
Le Dewoitine D.520

### Đặc điểm riêng
- Tổ lái: 1
- Chiều dài: 8.6 m (28 ft 3 in)
- Sải cánh: 10.2 m (33 ft 5⅓ in)
- Chiều cao: 2.57 m (8 ft 5 in)
- Diện tích cánh: 15.87 m² (171 ft²)
- Trọng lượng rỗng: 2,123 kg (4,680 lb)
- Trọng lượng có tải: 2,677 kg (5,902 lb)
- Trọng lượng cất cánh tối đa: 2,785 kg (6,140 lb)
- Động cơ: 1 × Hispano-Suiza 12Y-45, 690 kW (930 hp)

### Hiệu suất bay
- Vận tốc cực đại: 560 km/h (302 kn, 347 mph)
- Tầm bay: 1,250 km (675 nmi, 777 mi)
- Trần bay: 10,000 m (33,000 ft)
- Vận tốc lên cao: 14.3 m/s (2,820 ft/min)
- Lực nâng của cánh: 167 kg/m² (34.2 lb/ft²)
- Lực đẩy/trọng lượng: 257 W/kg (0.156 hp/lb)

### Vũ khí
- 1 khẩu pháo 20 mm Hispano-Suiza HS.404
- 4 khẩu súng máy MAC 1934 7,5 mm (0.295 in)